# کارل کیدرون
کارل کیدرون (استونیایی: Kaarel Kiidron؛ زادهٔ ۳۰ آوریل ۱۹۹۰) بازیکن فوتبال اهل استونی است.
از باشگاه‌هایی که در آن بازی کرده‌است می‌توان به باشگاه فوتبال ویکتوریا ژیژکوف و باشگاه فوتبال تارتو تامکا اشاره کرد.
وی همچنین در تیم‌های ملی فوتبال زیر ۲۱ سال استونی، زیر ۲۳ سال استونی، استونی، و اتحادیه فوتبال استونی بازی کرده‌است.